# De Lisle (carabina)
A carabina De Lisle foi uma arma de fogo britânica usada durante a Segunda Guerra Mundial que foi projetada com um silenciador integrado. Isso, combinado com o uso de munição subsônica, tornou-a extremamente silenciosa em ação, possivelmente uma das armas de fogo mais silenciosas já fabricadas.
Poucas foram fabricadas porque a sua utilização era limitada a unidades militares especializadas.

## História
A arma foi projetada como um empreendimento privado por William Godfray de Lisle (conhecido como Godfray), um engenheiro que trabalhava para o Ministério da Aeronáutica. Ele fez o primeiro protótipo no calibre .22; ele testou isso atirando em coelhos e outros pequenos animais para a mesa, perto de sua casa em Berkshire Downs. Em 1943, ele abordou o major Sir Malcolm Campbell de Operações Combinadas com seu protótipo; isso foi testado informalmente, disparando a arma no rio Tâmisa, do telhado do edifício New Adelphi, em Londres. Isto foi escolhido para descobrir se as pessoas na rua abaixo ouviram o disparo – não ouviram. Oficiais de Operações Combinadas ficaram impressionados com a arma e solicitaram que a De Lisle produzisse uma versão de 9 mm. No entanto, isso foi um fracasso. Um terceiro protótipo, usando o cartucho .45 ACP preferido por de Lisle, teve muito mais sucesso. Testes mostraram que a arma tinha precisão aceitável, não produzia nenhum clarão visível e era inaudível a uma distância de 50 jardas (46 m).
Os testes oficiais de disparo subsequentes registraram que a De Lisle produzia 85,5 dB de ruído quando disparada. Como comparação, testes modernos em uma seleção de armas curtas mostraram que elas produzem 156 a 168 dB ao disparar sem silenciador e 117 a 140 dB ao disparar com um silenciador instalado. A quietude da De Lisle foi considerada comparável à da pistola britânica Welrod. No entanto, a Welrod era útil apenas em alcances muito curtos e usava componentes de tecido e borracha no silenciador que exigiam substituição após alguns tiros. A De Lisle foi capaz de disparar centenas de tiros antes que o silenciador precisasse ser desmontado para limpeza.
As Operações Combinadas solicitaram uma pequena produção de carabinas De Lisle e um lote inicial de 17 foi feito à mão pela Ford Dagenham, com o próprio Godfray De Lisle dispensado de suas funções no Ministério da Aeronáutica para que pudesse trabalhar em tempo integral no projeto; este lote inicial foi imediatamente colocado em uso em combate pelos Comandos Britânicos. Em 1944, a Sterling Armaments Company recebeu um pedido de 500 carabinas De Lisle, mas acabou produzindo apenas cerca de 130. A versão Sterling diferia em vários detalhes do modelo anterior, Ford Dagenham. Foram feitos dois protótipos de uma versão posterior, para as forças aerotransportadas. Estas tinham coronhas dobráveis, semelhantes às instaladas na submetralhadora Sterling.
Durante o restante da Segunda Guerra Mundial, a carabina De Lisle foi usada principalmente pelos Comandos, embora também tenha sido usada pela Executiva de Operações Especiais. E. Michael Burke, o ex-comandante americano de uma equipe de Jedburgh, afirmou que uma De Lisle foi usada por eles para assassinar dois oficiais alemães superiores em 1944.
Várias De Lisle foram enviadas para o Extremo Oriente e usados durante a Campanha da Birmânia. A De Lisle também seria usado durante a Guerra da Coreia e a Emergência Malaia. Foi alegado que a arma também foi usada pelo Serviço Aéreo Especial durante os Conflitos na Irlanda do Norte.
O protótipo .22 da próprio De Lisle foi entregue ao Museu do Exército Nacional em Londres, mas foi posteriormente perdido e seu paradeiro atual é desconhecido.

## Projeto
A De Lisle foi baseada em um Short Magazine, Lee–Enfield Mk III* convertido para .45 ACP modificando a armação, alterando o ferrolho, substituindo o cano por um cano de submetralhadora Thompson modificado (6 ranhuras, torção RH), e usando carregadores da pistola M1911 modificados. A principal característica da De Lisle era seu silenciador extremamente eficaz, que a tornava muito silenciosa em ação. O silenciador reduziu o som da arma de fogo disparando a tal ponto que o acionamento do ferrolho (para por o próximo cartucho na câmara) produzia um ruído mais alto do que o disparo de um cartucho.
O cartucho .45 ACP foi selecionado porque sua velocidade inicial é subsônica para comprimentos de cano típicos; conseqüentemente, manteria sua letalidade total e não exigiria munição personalizada para uso com um silenciador. A maioria dos tiros de fuzil são supersônicos, onde a bala gera um "estrondo sônico" como qualquer outro objeto viajando em velocidades supersônicas, tornando-os inadequados para fins secretos. O cano da Thompson foi portado (ou seja, perfurado com furos) para fornecer uma liberação controlada de gás de alta pressão no silenciador que o envolve antes que a bala saia do cano. O silenciador, de 5,1 cm de diâmetro, ia desde a parte de trás do cano até bem além do cano, perfazendo metade do comprimento total da arma. O silenciador proporcionou um volume muito grande para conter os gases produzidos pelo disparo; esta foi uma das chaves para sua eficácia. A MP5SD e a AS Val estão entre outras armas de fogo modernas que utilizam o mesmo conceito.
O ferrolho do Lee-Enfield foi encurtado para alimentar os cartuchos .45 ACP; a configuração do carregador do Lee–Enfield foi substituída por uma nova montagem que continha um carregador da M1911 modificado. A operação do ferrolho oferecia a vantagem de que o operador poderia evitar o próximo tiro se o silêncio absoluto fosse necessário após o disparo; uma arma semiautomática não teria oferecido esta opção, pois o ciclo do ferrolho juntamente com o gás propulsor que escapa para trás e o tilintar do estojo vazio contra qualquer superfície dura produziriam um ruído a cada tiro. Embora a carabina fosse silenciosa, não era muito precisa.
Uma reprodução da carabina calibre .45 é fabricada pela empresa americana Valkyrie Arms.  Por um tempo, a Special Interest Arms produziu quantidades limitadas de uma réplica da De Lisle que incorporava um sistema adaptador de carregador aprimorado que permite o uso de carregadores da M1911 não modificados e também suporta totalmente a câmara do cano na ação, posteriormente descontinuada.